# Римавске Брезово
Римавске Брезово (слч. Rimavské Brezovo) насељено је мјесто са административним статусом сеоске општине (слч. obec) у округу Римавска Собота, у Банскобистричком крају, Словачка Република.

## Становништво
| Година:    | 1994. | 2004.   | 2014.   | 2024.   |
| ---------- | ----- | ------- | ------- | ------- |
| Број људи: | 492   | 513     | 529     | 495     |
| Разлика:   |       | +4,26 % | +3,11 % | -6,42 % |

| Година:    | 2023. | 2024.   |
| ---------- | ----- | ------- |
| Број људи: | 506   | 495     |
| Разлика:   |       | -2,17 % |

Према подацима о броју становника из 2011. године насеље је имало 559 становника.